# Macrocarpaea autanae
Macrocarpaea autanae là một loài thực vật có hoa trong họ Long đởm. Loài này được Weaver ex Maguire mô tả khoa học đầu tiên năm 1981.